# 366 (szám)
A 366 (római számmal: CCCLXVI) egy természetes szám, szfenikus szám, a 2, a 3 és a 61 szorzata.

## A szám a matematikában
A tízes számrendszerbeli 366-os a kettes számrendszerben 101101110, a nyolcas számrendszerben 556, a tizenhatos számrendszerben 16E alakban írható fel.
A 366 páros szám, összetett szám, azon belül szfenikus szám, kanonikus alakban a 21 · 31 · 611 szorzattal, normálalakban a 3,66 · 102 szorzattal írható fel. Nyolc osztója van a természetes számok halmazán, ezek növekvő sorrendben: 1, 2, 3, 6, 61, 122, 183 és 366.
A 366 négyzete 133 956, köbe 49 027 896, négyzetgyöke 19,13113, köbgyöke 7,15309, reciproka 0,0027322. A 366 egység sugarú kör kerülete 2299,64582 egység, területe 420 835,18550 területegység; a 366 egység sugarú gömb térfogata 205 367 570,5 térfogategység.